# La Croisière (Creuse)
Pour les articles homonymes, voir La Croisière.
 (juin 2025).
Motif : Pas de sources secondaires. Voir Discussion:Échangeur de Shimukappu/Admissibilité.
- Archive Wikiwix
- Bing
- Cairn
- DuckDuckGo
- E. Universalis
- Gallica
- Google
- G. Books
- G. News
- G. Scholar
- Persée
- Qwant
- (zh) Baidu
- (ru) Yandex
- (wd) trouver des œuvres sur Wikidata

| 1. | Préciser le motif de la pose du bandeau. | Précisez le motif de la pose du bandeau en utilisant la syntaxe suivante : {{admissibilité à vérifier\|date=juin 2025\|motif=remplacez ce texte par le motif}}                             |
| 2. | Informer les utilisateurs concernés.     | Pensez à avertir le créateur de l'article, par exemple, en insérant le code ci-dessous sur sa page de discussion : {{subst:avertissement admissibilité à vérifier\|La Croisière (Creuse)}} |

La Croisière est un lieu-dit de la commune française de Saint-Maurice-la-Souterraine, situé dans le département de la Creuse, à la limite de la Haute-Vienne.
Le hameau est situé au carrefour de l'autoroute A20 (Paris-Toulouse) et de la Route Centre-Europe Atlantique (RCEA), portée à cet endroit par la RN145.

## Histoire
Jusqu'en 1987, le hameau était seulement constitué d'un carrefour entre la RN20 et la RN145. 
Depuis cette date, la RN20, déclassée en RD220, contourne désormais le hameau par le nord-est et le sud-ouest ; elle croise la RN145 par deux ronds-points. L'autoroute A20 a récupéré le trafic de la RN20 et passe par l'ouest du hameau. La RN145 a conservé son tracé.

### Raccordement routier
La RCEA (RN145) est directement connectée à l'autoroute A20 par le sud du hameau, en évitant les ronds-points et carrefours.

## Économie
Géré par la SMIPAC,, le Parc d'activité La Croisière y est implanté, desservi par la RD73.

## Patrimoine
A proximité du hameau se trouve la modeste grotte de la Croisière dans laquelle ont été trouvés quelques restes préhistoriques d'une occupation humaine au Néolithique,,
.